# مشهد سيدي معاذ
مشهد سيدى معاذ ، هو أحد المساجد التي انشئت في عصر الدولة الايوبية في مصر   ، يقع  بالدراسة بحى الأزهر.

## وصفه
يتكون المشهد من شكل رباعى تقريبا تبلغ مساحته 5.50×6 أمتار مربعة وارتفاعه نحو أربعة أمتار.

## وصلات خارجية
- آثار القاهرة الإسلامية نسخة محفوظة 31 مايو 2014 على موقع واي باك مشين.